# Volodymyr Strouk
Volodymyr Oleksiovytch Strouk (en ukrainien : Володимир Олексійович Струк ; 15 mai 1964 - 2 mars 2022) est un homme politique ukrainien. En mars 2022, il a fait l'objet d'une couverture médiatique internationale en raison de son enlèvement et de sa mort.

## Carrière
Il est diplômé de l'Université d'État des affaires intérieures de Lougansk.
Membre du Parti des régions et plus tard de la Plateforme d'opposition-Pour la vie, il est membre de la Verkhovna Rada de 2012 à 2014.
De 2020 jusqu'à sa mort, il est maire de Kreminna dans la république populaire de Lougansk.

## Décès
Le 2 mars 2022, il est enlevé à son domicile et il est ensuite retrouvé mort d'une balle dans le cœur. Ces faits sont rapportés comme une réponse à ses activités séparatistes pro-russes lors de l'invasion russe de l'Ukraine en 2022.
En réponse, Anton Gerachtchenko, un conseiller du ministère ukrainien de l'Intérieur, écrit dans un message sur Telegram : « Il y a un traître de moins en Ukraine. Le maire de Kremenna dans la région de Lougansk, ancien député du parlement de Lougansk, a été retrouvé tué ».